# SN 1999eu
SN 1999eu是NGC 1097中的一颗超新星，坐标为23"E、157"S。